# Gustav Wilhelm Berringer
Gustav Wilhelm Berringer (* 17. Februar 1880 in Rostock; † 17. August 1953 in Berlin) war ein deutscher Architekt und kommunaler Baubeamter, der in den 1920er Jahren als Stadtbaumeister bzw. Stadtbaudirektor in Rostock tätig war, wo er der wichtigste Vertreter des Neuen Bauens war.

## Leben
Berringer war Sohn des Bauunternehmers und Hofbaumeisters Ludwig Berringer. Er ging in Rostock zur Schule und legte 1899 am Gymnasium das Abitur ab, um danach an der Technischen Hochschule München, der Technischen Hochschule Dresden und der Technischen Hochschule (Berlin-)Charlottenburg Hochbau zu studieren. 1905 schrieb er sich an der Universität Rostock ein, allerdings für klassische Philologie. Im selben Jahr bestand er die Diplom-Hauptprüfung und wurde zum Regierungsbauführer (Referendar in der staatlichen Bauverwaltung) berufen. 1906 leistete er seinen Militärdienst als Einjährig-Freiwilliger ab. Im selben Jahr begann er seine Referendar-Ausbildung bei der Kreisbauinspektion Berlin und schloss diese am 18. März 1910 mit dem 2. Staatsexamen vor dem Technischen Oberprüfungsamt Berlin ab, worauf er zum Regierungsbaumeister (Assessor in der staatlichen Bauverwaltung) ernannt wurde. 1910 heiratete er Charlotte Begemann, mit der er zwei Kinder hatte.
Berringer unternahm 1910 bis 1911 eine Studienreise nach Italien und war danach bis 1912 in einem Architekturbüro in Berlin-Charlottenburg als leitender Architekt tätig. Nach dem Tod seines Vaters 1913 ging er zurück nach Rostock, wo er als Stadtbaumeister tätig war. 1923 wurde Berringer zum Stadtbaudirektor berufen und arbeitete in dieser Position bis zu seinem vorzeitigen Ruhestand 1934. Nach der Machtergreifung der Nationalsozialisten konnte er trotz Ablehnung des Baustils durch die Vorgesetzten eine Zeit unbehelligt weiterarbeiten, doch nach einer Auseinandersetzung legte man ihm nahe, den Posten als Stadtbaudirektor aufzugeben. Auch im Ruhestand war er in Rostock noch als freischaffender Architekt tätig, ging dann in die Schweiz, nach Göttingen und schließlich zu seinem Sohn nach Berlin.
Ab 1924 saß er im Vorstand des Vereins für Rostocker Altertümer und war als Museumswart tätig. Berringer war allgemein beliebt, hatte einen großen Freundeskreis und war leidenschaftlicher Golfspieler. Nebenher beschäftigte er sich mit Aquarellmalerei.
Bedingt durch den Ersten Weltkrieg und seine Folgen waren die ersten Jahre seiner Tätigkeit in Rostock wegen der Geld- und Materialknappheit nicht erfolgreich. Wichtige Bauvorhaben wurden nicht begonnen oder ganz gestrichen. Das Kurhaus Warnemünde, dessen Entwürfe Berringer nach einem Ideenwettbewerb 1913 gefertigt hatte und dessen Fundamente und erste Hochbauten bereits begonnen wurden, konnte zum Beispiel erst 1926 weitergebaut werden. Ebenso stockte lange der Bau der Gewerbeschule in der Parkstraße.
Berringers Hauptaufgabe in den 1920er Jahren war die Schaffung von Wohnraum. Hierfür war geplant, die Vorstädte mit mehrgeschossigen Häusern zu erweitern. Planungen wurden für das Gebiet um die Parkstraße, die Dethardingstraße und die Maßmannstraße ausgeführt, die im Stil des Neuen Bauens, der vom Dessauer Bauhaus inspirierten Neuen Sachlichkeit, ausgeführt wurde. Weitere Baugebiete waren das Gebiet Bei den Polizeigärten und entlang der Eisenbahnstrecke von Rostock nach Warnemünde und Bad Doberan gelegene Erweiterungsflächen der Stadt für Ein- und Zweifamilienhäuser, die mit ausreichend Garten und Ställen eine Selbstversorgung der Bewohner in Notzeiten gewährleisten sollten.

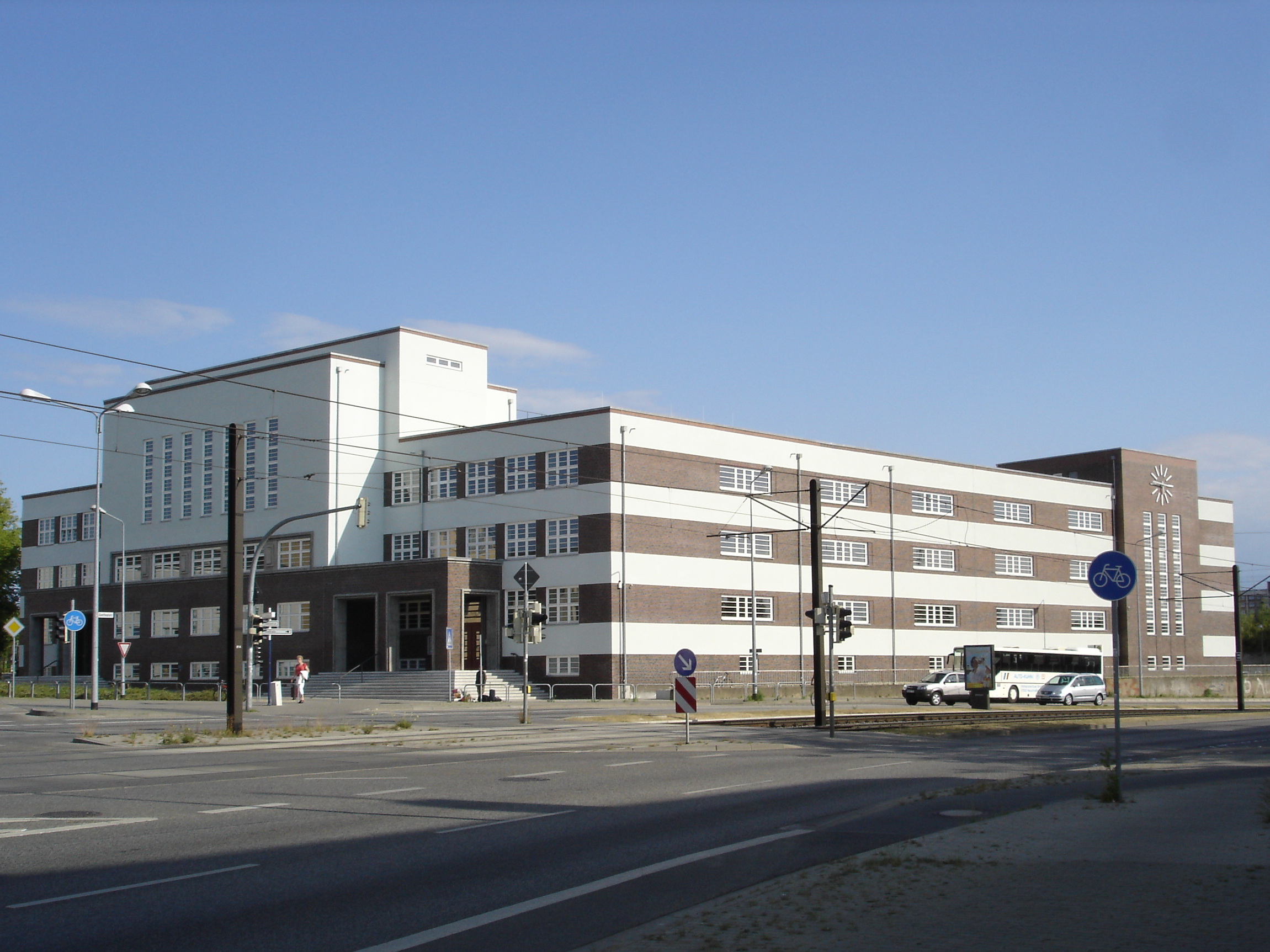
Innerstädtisches Gymnasium Rostock

Berringers mutiger Entwurf des Innerstädtischen Gymnasiums am Bahnhof, das ursprünglich ein Flachdach hatte, in der Zeit des Nationalsozialismus mit einem Walmdach versehen wurde und 2007 im Zuge der Renovierung wieder die ursprüngliche Gestalt bekam, das Krematorium auf dem Neuen Friedhof und das Warnemünder Kurhaus fanden auch viele Kritiker, die der modernen Architektur ablehnend gegenüberstanden. Künstler, mit denen Berringer zusammenarbeitete, wie die Bildhauerin Margarete Scheel, die die Figuren an der Gewerbeschule schuf, der Glasmaler und Grafiker Bruno Gimpel, der die Innenausstattung des Krematoriums realisierte, und Dörte Helm, die die künstlerische Gestaltung des Kurhauses in Warnemünde übernahm, schätzten die Arbeit Berringers und arbeiteten gern mit ihm zusammen.
Ehrungen
In Rostock wurde eine Straße im Stadtteil Dierkow nach Berringer benannt.